# Zoë Robins
Zoë Robins (* 19. Februar 1993 in Wellington, Neuseeland) ist eine neuseeländische Schauspielerin. In Deutschland wurde sie bekannt durch ihre Rolle in der Fernsehserie Das Rad der Zeit.

## Leben und Karriere
Robins wuchs in Lower Hutt im Süden der Nordinsel von Neuseeland bei ihrer Mutter, einer Grundschullehrerin, auf. Schon in jungen Jahren wusste sie, dass sie Schauspielerin werden wollte. Ihren ersten Auftritt hatte sie im Alter von 12 Jahren in der Science-Fiction Fernsehserie The New Tomorrow. Zwischen 2010 und 2014 wirkte sie in mehreren Theaterproduktionen an der Hutt Valley High School sowie im Long Cloud Youth Theatre in Wellington mit. Ab 2014 besuchte sie The Actors’ Program, eine Schauspielschule in Auckland, und spielte anschließend in verschiedenen Fernsehserien.
Als Hayley Roster – White Ranger in der Fernsehserie Power Rangers Ninja Steel hatte sie ihre erste große Rolle. Seit 2021 spielt sie Nynaeve al’Meara, eine der Hauptrollen der von Amazon produzierten Fantasyserie Das Rad der Zeit, basierend auf der gleichnamigen Romanreihe von Robert Jordan.
Zoë Robins lebt in Auckland . Sie hat einen Sohn.

## Filmografie
- 2005: The New Tomorrow (Fernsehserie)
- 2006: The Killian Curse (Fernsehserie, 6 Episoden)
- 2016: Shortland Street (Fernsehserie, 1 Episode)
- 2016: The Shannara Chronicles (Fernsehserie, 2 Episoden)
- 2017–2018: Power Rangers Ninja Steel’ (Fernsehserie, 44 Episoden)
- 2019: Brokenwood – Mord in Neuseeland (The Brokenwood Mysteries, Fernsehserie, 1 Episode)
- 2019: Black Christmas
- 2020: Serving (Kurzfilm)
- 2021–2025: Das Rad der Zeit (The Wheel of Time, Fernsehserie)